# Remembering Leslie
《Remembering Leslie》是2023年3月發行的一張香港流行音樂專輯，是香港環球唱片紀念香港著名男歌手及演員張國榮（英語：Leslie Cheung）逝世二十週年企劃的其中一張專輯（另一張專輯為《Remembrance Leslie》）。此專輯的特色是由多名香港新晉歌手翻唱張國榮的歌曲。

## 背景
香港著名男歌手及演員張國榮於1980年代走紅，2003年4月1日離世，享年46歲。擁有不少張國榮歌曲版權的香港環球唱片，曾於2012年為他推出紀念專輯《ReImagine Leslie Cheung》，邀請十多名歌手翻唱其歌曲。至2023年環球唱片再次推出紀念企劃，包括兩張專輯《Remembering Leslie》及《Remembrance Leslie》，以及紀念音樂會《想張國榮20周年致敬音樂會》（Reminiscing Leslie Live）。本專輯《Remembering Leslie》邀請多名香港歌手翻唱張國榮的歌曲，參與者以年輕新晉歌手為主，除了有環球唱片旗下，亦有來自其他公司。各人的音樂影片製作亦由環球唱片負責。

## 製作
專輯出品人為黃劍濤（Duncan Wong），項目負責人（Project Leader）為Danny Chu。專輯大部分歌曲都由Eric Kwok監製，他認為張國榮歌曲通常旋律並不密集、有足夠換氣位、易於記憶，因此演唱難度並不是很大，年輕歌手能夠應付。反而他需要在三星期內錄起十首歌，時間安排方面才是最困難之處。
《Remembering Leslie》與《Remembrance Leslie》兩張專輯的封面設計均由藝人兼跨媒體創作人葛民輝負責，並採用同一種設計。葛民輝決定為張國榮製作雕像，再以不同角度拍攝雕像，作為專輯及當中各單曲的封面照片。雕像製作及拍攝均由Taurus Workshop負責。盧瀚霆演唱的偷情作為第一首預先發行的單曲，推出時雕像尚未完成，故其封面以3D虛擬效果代替實體雕像照片。
葛民輝又指是次音樂影片的製作成本不菲。

## 發行
專輯實體版於2023年3月31日正式發售。早在同年1月，環球唱片已發佈了將推出此專輯的消息，但並未有公佈所有歌曲的資料，同月下旬盧瀚霆演唱的偷情成為了專輯中第一首以單曲形式於音樂串流平台預先發表及派台的歌曲（據負責封面設計的葛民輝透露，他於2023年1月才獲悉預先發行單曲一事）。其後於2月至3月中旬亦有多首歌曲陸續以單曲形式發表及派台，亦為部分歌曲拍攝了音樂影片。2023年3月23日，環球唱片公佈了專輯所有歌曲，3月24日全曲目數碼版於各音樂串流平台發售。

## 曲目[註 7]
| 曲序 | 曲目          |                                                                    | 作曲                         | 编曲                    | 製作人                    | 翻唱者               | 时长 |
| ---- | ------------- | ------------------------------------------------------------------ | ---------------------------- | ----------------------- | ------------------------- | -------------------- | ---- |
| 1.   | MONICA        | 黎彼得                                                             | NOBODY                       | 天衡（ONE PROMISE成員） | Eric Kwok                 | ONE PROMISE DEZ      | 2:38 |
| 2.   | Stand Up      | 林振強                                                             | Rick Springfield             | JNYBeatz                | Eric Kwok                 | ERROR                | 2:48 |
| 3.   | 有誰共鳴      | 小美                                                               | 谷村新司                     | JNYBeatz                | Eric Kwok                 | 曾比特               | 3:13 |
| 4.   | 拒絕再玩      | 林振強                                                             | 玉置浩二                     | 恭碩良                  | Eric Kwok                 | 王丹妮               | 3:18 |
| 5.   | Miss You Much | 林振強 鄧曉殷（新增Rap詞） 莊殷玥（新增Rap詞） 劉芷君（新增Rap詞） | James Harris III Terry Lewis | LEONAKA                 | Eric Kwok                 | XiX                  | 3:23 |
| 6.   | 追            | 林夕                                                               | 李迪文                       | 徐浩 黃兆銘             | 徐浩                      | 姜濤                 | 5:14 |
| 7.   | 今生今世      | 阮世生                                                             | 許愿                         | 張子堅 梁永菁           | Eric Kwok                 | 炎明熹               | 3:20 |
| 8.   | 偷情          | 林夕 盧瀚霆（新增Rap詞）                                           | C. Y. Kong                   | 徐浩 黃兆銘             | 徐浩                      | 盧瀚霆               | 3:49 |
| 9.   | 有心人        | 林夕                                                               | 張國榮                       | 徐家俊                  | Eric Kwok                 | YUTA 凌雪怡          | 3:31 |
| 10.  | 怪你過份美麗  | 林夕                                                               | 唐奕聰                       | 李聰                    | Eric Kwok 周初晨          | 任暟晴               | 4:32 |
| 11.  | 陪你倒數      | 林夕                                                               | C. Y. Kong                   | JNYBeatz 石山街         | Eric Kwok JNYBeatz 石山街 | JNYBeatz 石山街      | 2:28 |
| 12.  | 大熱          | 林夕                                                               | 張國榮                       | 石山街                  | Eric Kwok                 | P1X3L 陳葦璇 Kerryta | 3:25 |

## 各歌曲介紹及迴響

### ONE PROMISE、DEZMONICA

#### 原版
MONICA推出於1984年，寄調自吉川晃司的同名日語歌Monica:35，收錄於張國榮華星唱片時期的專輯《Leslie》:33。此歌與1983年的風繼續吹被視為讓張國榮開始走紅的成名作品:164:23,35。
這是一首快歌，而歌詞描述歌者與戀人分手後的回憶與悔意，失戀題材用於快歌是突破傳統的做法。

#### 翻唱歌手
這歌沒有派台也沒有拍攝音樂影片。參與單位均屬於環球唱片旗下，其中樂隊ONE PROMISE（此歌發表時已解散）出道於2002年；男歌手DEZ（余宗遙）則出道於2022年。
DEZ亦參與了同年4月1日（張國榮忌日）環球唱片舉行的《想張國榮20周年致敬音樂會》，但他改為參與另一歌曲大熱的合唱。而MONICA則改由男團P1X3L演唱。

### ERRORStand Up

#### 原版
Stand Up推出於1986年，寄調自Rick Springfield的同名英語歌Stand Up:290，收錄於張國榮華星唱片時期的同名專輯《Stand Up》:166。
有別於張國榮更前期的作品以情歌及日式快歌為主，這是一首搖滾風格強烈的快歌。:292

#### 翻唱歌手與特色
這是預先發表的歌曲之一，有派台但未有拍攝音樂影片。男團ERROR全員出身於ViuTV選秀節目《全民造星》第一季（2018年），MakerVille（與ViuTV隸屬同一母公司）旗下歌手及藝人。
ERROR隊長梁業（肥仔）在錄音時忽然從「如不想似跛腳的鴨仔」一句歌詞中得到靈感，他模仿一些唐老鴨的聲音來點綴此歌，如其中一句「如不想似跛腳的鴨仔」之後的「Stand Up」就以唐老鴨聲線唱出，監製Eric Kwok最終將其錄音採用到正式發行的版本，並認為會成為此版本的焦點。

### 曾比特有誰共鳴

#### 原版
有誰共鳴推出於1986年，寄調自谷村新司的日語歌，收錄於張國榮華星唱片時期的專輯《張國榮》:166，翌年他轉投新藝寶唱片:100-102。此歌獲得1986年度十大勁歌金曲金曲金獎，為張國榮首奪此殊榮。
曲調具中國古典風味，並有著清冷、遠離喧囂的感覺。粵語歌詞由小美撰寫，被視為她為不同歌手所寫的「自白」（或稱「自傳」:99）式歌曲之一，張國榮曾表示此歌能表達他入行以來的感受:99，亦有評論認為這首尋求共鳴、自由的歌詞，是他對華星唱片的「最後一次追問」。

#### 翻唱歌手與特色
這是預先發表的歌曲之一，有派台及拍攝音樂影片。男歌手曾比特出身於ViuTV《全民造星II》（2019年），環球唱片旗下歌手。
此版本以「未來復古」作為編曲手法，在保留原版的韻味的同時加入現代電子音樂元素。
而音樂影片的內容則是曾比特穿上太空衣到處探索。其中一個取景地點是俗稱「煤氣燈街」的中環都爹利街，該地為香港影視作品取景勝地，具有懷舊風味，張國榮原版有誰共鳴的音樂影片及他主演的電影《金枝玉葉》均曾在該地取景。有尋找張國榮蹤跡之意，並與編曲手法有所呼應。
曾比特自言此歌音程較窄，對於風格大起大落的他來說，演繹時較有難度，需要學習控制。
他亦參與了《想張國榮20周年致敬音樂會》，演唱了此歌及無心睡眠，並與炎明熹合唱緣份。

#### 迴響
有報章引述的網民意見，認為對比張國榮版本，曾比特版本「少了一份滄桑感，但多了一份年輕人的孤獨與無奈」，亦有報章稱為「少年寂寞感」，坊間以好評居多。他亦是此專輯中被新藝寶唱片、環球唱片前高層陳少寶點名讚揚的歌手之一。

### 王丹妮拒絕再玩

#### 原版
拒絕再玩推出於1987年，寄調自安全地帶的日語歌じれったい，收錄於張國榮新藝寶唱片時期的專輯《Summer Romance》:166。
歌詞描述歌者厭倦了不斷尋求刺激及「多花款」（更換伴侶）的感情生活。

#### 翻唱歌手
這歌沒有派台也沒有拍攝音樂影片。女藝人王丹妮於電影《梅艷芳》（2021年）扮演著名女歌手梅艷芳及模仿其演唱而揚名，參與此專輯時並非專業歌手。

### XiXMiss You Much

#### 原版
Miss You Much推出於1989年，寄調自珍納·積遜的同名英語歌Miss You Much，收錄於張國榮新藝寶唱片時期專輯《Final Encounter》:168

#### 翻唱歌手與特色
這是預先發表的歌曲之一，有派台及拍攝音樂影片。女團XiX全員出身於無綫電視歌唱選秀節目《聲夢JUNIOR》及《聲夢傳奇2》（2022年），當時所屬公司不明，此歌發表時眾成員只有13至16歲。
此版本編曲上加入Groove元素；又新加了一段英語Rap詞，由XiX成員鄧曉殷（Kiele）、莊殷玥（Vici）、劉芷君（Aster）親自填寫；突顯少女的活力感覺。
XiX亦參與了《想張國榮20周年致敬音樂會》，同樣演唱此歌。

### 姜濤追

#### 原版
追推出於1994年，是張國榮主演的電影《金枝玉葉》之主題曲，獲得第14屆香港電影金像獎最佳電影歌曲，後被收錄於張國榮滾石唱片時期的專輯《寵愛》。
張國榮在《金》片中飾演唱片監製顧家明，在片中追是他按照女扮男裝的新晉歌手林子穎（袁詠儀飾）的靈感創作而成。最終淡薄名利的顧家明離開娛樂圈，與留戀舞台風光的歌星女友玫瑰（劉嘉玲飾）分道揚鑣，並與林子穎互生情愫:165。歌詞講述曾經追逐名利的歌者，遇上心上人後不惜一切追求愛情，該片導演陳可辛認為「平凡卻最重要」一句最能呼應該片的主題。
拍攝《金》片時張國榮已從樂壇引退，電影歌曲的成功成為他復出樂壇的契機，為此歌填詞的林夕 ，亦成為張國榮復出後其作品的主要填詞人:50。收錄此歌的《寵愛》即為張國榮復出後的首張專輯（收錄張國榮該數年間主演電影之歌曲）:167。

#### 翻唱歌手與特色
這是預先發表的歌曲之一，有派台及拍攝音樂影片。男歌手姜濤為ViuTV《全民造星》第一季冠軍（2018年），為MakerVille旗下男團MIRROR的成員。
姜濤在新城電台的訪問中指出，他自己屬於中音音域，正好跟屬於中音區的此歌相匹配，唱得來很舒服。他又認為張國榮難以模仿，是次翻唱不會過於模仿張國榮的演繹方式，重視加入自己的風格、唱法。

#### 迴響
姜濤曾於2021年的音樂會《MOOV LIVE：Music On The Road》演唱包括追等多首經典粵語流行曲構成的串燒歌，期間他不諱言自己未入行時曾經覺得這些舊歌很「老土」（老套），並不喜歡，但加入樂壇後他意識到這些舊歌對香港樂壇的重要性，認為自己有責任推廣粵語流行曲，並應該學習及傳承前輩們的精神。不過在此版本追發表當日，因認為有傳媒曲解自己的意思，姜濤罕有地在社交平台發文反駁。
此歌發表後坊間評價兩極，既有網民批評其演繹沒有感情，但也有讚揚真摰、用心等，亦有人認為與張國榮各有各的風格。
Hong Kong Singer Channel的評論讚揚此版本沒有添加「味精」（賣弄花巧），具溫暖、親切的感覺，「實而不華卻唱出了一份年輕的率性」。但音樂人周啟生則批評此版本編曲欠新意，姜濤的演繹「零感覺」。姜濤回應稱感謝其意見，將會吸收、消化任何前輩及觀眾的意見，加以改進。
有網民認為音樂影片最後一個鏡頭，姜濤對着錄音室控制台的空櫈一笑，疑是象徵將此歌獻給《金》片中張國榮飾演的唱片監製顧家明。

### 炎明熹今生今世

#### 原版
今生今世推出於1994年，電影《金枝玉葉》插曲，與追同被收錄於張國榮滾石唱片時期的專輯《寵愛》。《金》片中顧家明與林子穎的愛情故事，參考了許愿（該片配樂師、編劇之一）與女歌手林憶蓮的戀情，此歌更由許愿親自作曲，另一編劇阮世生填詞。:164
歌詞描寫了一生情路歷盡波折的歌者，對於遇上了真愛的珍惜、感激。此歌於《金》片中首次出現的一幕，是顧家明為規勸聚會上激烈爭吵的朋友夫婦，走到鋼琴前自彈自唱。它也被視為象徵了顧家明與林子穎的愛情，亦與追一樣暗示了結局時顧家明放棄名利的選擇。:273

#### 翻唱歌手與特色
這是預先發表的歌曲之一，有派台及拍攝音樂影片。女歌手炎明熹為無綫電視《聲夢傳奇》第一季冠軍（2021年），無綫電視轄下星夢娛樂（TMG）之音樂品牌愛爆音樂的女歌手，此歌發表時只有17歲。
炎明熹以較輕柔的唱腔演繹此歌。她在灌錄到一半時，曾獲監製Eric Kwok指導改變演繹方法。
音樂影片主要在一個海灘進行夜間拍攝，並在海灘上搭建了一個電話亭。炎明熹的造型則有復古及文藝風格，而且她一貫標誌性的眉上齊瀏海髮型亦被改為過眉瀏海，顯得更成熟。

#### 迴響與後續話題
炎明熹在年青歌手中向以唱功了得見稱，其演繹獲此歌作曲者許愿稱讚，評語包括 ：「Gigi擁有一個老靈魂，雖然年紀輕輕，但在聲音滲透著年月日時光之輪的循環，Eric Kwok讓她簡簡單單地唱，最好不過，讓Gigi自己的本性與感情通透地走出來，沒有任何污染......」她亦是此專輯中被陳少寶點名讚揚的歌手之一。
樂評人黃啟聰給予此歌並不算高的分數，以及仍有進步空間的綜合評語，但他認為這已是全專輯中最好的一曲。此歌及炎明熹過去的其他翻唱作品中所展現的唱功、對歌詞故事的消化能力、感情流露，都被他予以肯定。編曲方面，他認為處理恰當，上半段的聲韻轉接技巧、感情表達尤佳，但下半段略嫌音調稍被拉高，惟炎明熹仍能保持「少女纖巧」感情。Hong Kong Singer Channel的介紹文章則稱此版本「曲風溫暖」、「感覺真摯」。
及後炎明熹在無綫電視旗下平台發表了串連四首張國榮歌曲的清唱版本，包括此歌、為你鍾情、風繼續吹及追，亦獲得坊間好評。
她亦參與了《想張國榮20周年致敬音樂會》，演唱了今生今世、路過蜻蜓，及與曾比特合唱緣份。她演唱今生今世時，不知何故音樂響起半秒後未有按原定編排入歌，她隨即說了一句：「大家好，我是炎明熹。」以應對此一尷尬情況，隨後音樂重新奏起，她再次開始演唱。

### 盧瀚霆偷情

#### 原版
偷情推出於1996年，收錄於張國榮滾石唱片時期的專輯《紅》，全專輯由林夕填詞:176。該專輯標誌著張國榮復出樂壇後，作品更趨個性化的開始:183-184。當中的歌曲多觸及禁忌題材:177:172，評論中對其基調的形容包括妖冶（或性感嫵媚）、綺麗、迷離（或迷幻）、頹廢、前衛等，偷情亦屬此類。:172
此歌由C. Y. Kong作曲及編曲，他也參與了專輯中另一些歌曲的作曲或編曲（張國榮不少後期作品都是跟C. Y. Kong及林夕合作），該些歌曲都帶有迷幻電子音樂風格。歌詞描述了對愛情不抱希望而偷情尋歡的心態。:184-185

#### 翻唱歌手與特色
這是此專輯中第一首發表的歌曲，有派台及拍攝音樂影片。男歌手盧瀚霆出身於ViuTV《全民造星》第一季（2018年），MakerVille旗下男團MIRROR的成員。
盧瀚霆表示他和監製徐浩事前曾參考很多張國榮的演出，認為無法複製，因而決定以加入自己的元素為方向。他以神秘而帶點性感的聲線去演繹此歌，是未曾試過的新唱腔。此版本亦新加了一段英語Rap詞，由盧瀚霆親自填寫。
音樂影片方面，整段影片以盧瀚霆在黑暗背景中燃起的一根火柴作為串連，片中另有三名舞者圍繞火柴起舞，火柴上的光寓意詞中偷情的快感：「雖然燦爛漂亮，但是一瞬即逝」。

#### 迴響與後續話題
雖然盧瀚霆所屬的MIRROR是香港當紅組合，個人亦已獲得不少音樂上的榮譽，但他參與翻唱的消息傳出後網民反應兩極，湧現一些擔心他唱功不足、會「毀經典」的反對聲音。亦有人認為不必與張國榮的版本比較。2023年2月香港商業電台DJ梁文禮被揭露於社交平台的私人帳戶中批評一些藝人，卻在公開場合稱讚他們，有「雙面人」之嫌，其中包括轉載盧瀚霆及另一MIRROR成員姜濤參與此專輯的消息時，批評他們的翻唱是「強姦張國榮作品」，盧瀚霆就此事回應稱每個聽眾都有自己的口味與選擇，他又指認識梁文禮已有四年，對方會直接提出批評意見，他認為各種批評都有助進步，2月末商業電台以梁文禮於私人帳戶連番對多名歌手作出傷害性評論為由，暫停其職務。
此歌的官方音樂影片於YouTube發表一個月後累計點擊率超過六百萬，在香港來說屬於甚高的數字。
他亦是此專輯中被陳少寶點名讚揚的歌手之一。Hong Kong Singer Channel的樂評對此版本強調盧瀚霆個人風格的取向，予以肯定，認為此版本表現了「新一代的浪蕩灑脫、爽朗感和離地感」，有別於張國榮的「騷味和曖昧感覺」。

### YUTA、凌雪怡有心人

#### 原版
有心人推出於1996年，是電影《金枝玉葉》續作《金枝玉葉2》的主題曲，收錄於張國榮滾石唱片時期的專輯《紅》，由張國榮親自作曲，亦為林夕填詞。:171,174
這首情歌在電影中是音樂監製顧家明（張國榮飾）為歌星方艷梅（梅艷芳飾）所創作。

#### 翻唱歌手
這歌沒有派台也沒有拍攝音樂影片。男歌手YUTA及二人組合Lab成員凌雪怡（Apple）均是A Music旗下2022年新人，此歌發表時凌雪怡只有16或17歲。

### 任暟晴怪你過份美麗

#### 原版
怪你過份美麗推出於1996年，收錄於張國榮滾石唱片時期的專輯《紅》，亦為林夕填詞。
此歌是專輯中較具一般流行風格的一首。歌詞描述歌者對戀人無法自拔的迷戀，利用了戀人美麗如毒蛇等比喻:197-198。音樂影片則演繹了張國榮分別愛上兩個不同個性女子的辦公室不倫之戀。:172

#### 翻唱歌手與特色
這是預先發表的歌曲之一，有派台及拍攝音樂影片。女歌手任暟晴為無綫電視《聲夢傳奇2》冠軍（2022年），當時所屬公司不明，此歌發表時只有17歲。
年輕的任暟晴演繹風格「青澀內斂」。監製Eric Kwok指編曲上特意加入了若干搖滾元素，讓任暟晴除了表現一貫的輕柔、少女風格，也可以表現一點爆發力。
任暟晴亦參與了《想張國榮20周年致敬音樂會》，同樣演唱此歌。

#### 迴響
Hong Kong Singer Channel的樂評讚揚此版本「以結他為主軸，清新民謠格調中加入了輕搖滾味道」的編曲，解決了原版與任暟晴個人風格大相逕庭的問題，新版本讓人耳目一新，迥異的風格又與舊版相映成趣；亦讚揚任暟晴的演繹做到「化繁為簡」，使人有輕鬆自在、忘憂之感，有別於翻唱經典歌曲時常有的，強調新元素的思路。她亦是此專輯中被陳少寶點名讚揚的歌手之一。

### JNYBeatz、石山街陪你倒數

#### 原版
陪你倒數推出於1999年，收錄於張國榮環球唱片時期的專輯《陪你倒數》，亦是林夕填詞的張國榮後期作品。:216
此歌具有哥德式風格:226-229，歌詞主題為對末世的迎接、倒數:51。

#### 翻唱歌手與後續話題
這歌沒有派台也沒有拍攝音樂影片。參與單位均屬於環球唱片旗下的音樂品牌Brave Nusic，其中音樂創作人及樂手JNYBeatz於2021年以歌手身份出道；唱作組合石山街於2021年出道。他們亦有為專輯中的其他歌曲編曲。
他們亦參與了《想張國榮20周年致敬音樂會》，同樣演唱此歌。
無綫電視音樂節目《勁歌金曲》在4月1日播放的一集中（預先錄影），石山街親自演繹了本專輯中由他們負責編曲的另一首歌大熱。
2023年5月初舉行的香港電台《廣播九十五周年十大中文金曲》頒獎禮中，亦有一個紀念張國榮及另一已故歌星梅艷芳的新晉歌手接力演唱環節，該環節亦由JNYBeatz及石山街負責編曲。

### P1X3L、陳葦璇、Kerryta大熱

#### 原版
大熱推出於2000年，收錄於張國榮環球唱片時期的同名專輯《大熱》，由張國榮親自作曲，林夕填詞。
此歌是一首風格時尚、恢宏、略帶怪異氣氛的快歌:212，並以張國榮在音樂影片及演唱會演出中的男女結合造型而聞名。

#### 翻唱歌手
這歌沒有派台也沒有拍攝音樂影片。參與單位均屬於環球唱片旗下，其中男團P1X3L全員出身於ViuTV《全民造星II》（2019年）；女歌手陳葦璇於2015年以女團As One成員身份出道，離隊後曾獲得臺灣歌唱選秀節目《希望之星》冠軍（2017年）、ViuTV《全民造星III》亞軍（2020年）；女歌手Kerryta（周子涵）於2019年以樂隊Dusty Bottle成員身份出道。
他們亦參與了《想張國榮20周年致敬音樂會》，與DEZ一起演唱了此歌。另外P1X3L亦演唱了Monica。

## 榜單成績

### 專輯歌曲成績
| 年份 | 歌曲                                           | 五台週榜（派台榜單） | 五台週榜（派台榜單） | 五台週榜（派台榜單） | 五台週榜（派台榜單） | 五台週榜（派台榜單） | 商業週榜                         |
| 年份 | 歌曲                                           | 903                  | RTHK                 | 997                  | TVB                  | ViuTV                | 商業週榜                         |
| 年份 | 歌曲                                           | 最高位置             | 最高位置             | 最高位置             | 最高位置             | 最高位置             | 商業週榜                         |
| ---- | ---------------------------------------------- | -------------------- | -------------------- | -------------------- | -------------------- | -------------------- | -------------------------------- |
| 2023 | 偷情（歌手：盧瀚霆） 派台日期：1月20日         | -                    | -                    | 2                    | ×                    | ×                    |                                  |
| 2023 | 有誰共鳴（歌手：曾比特） 派台日期：2月10日     | -                    | 2                    | -                    | 1                    | -                    |                                  |
| 2023 | 怪你過份美麗（歌手：任暟晴） 派台日期：2月17日 | -                    | -                    | -                    | -                    | ×                    |                                  |
| 2023 | 今生今世（歌手：炎明熹） 派台日期：2月24日     | -                    | -                    | -                    | 1                    | ×                    |                                  |
| 2023 | Miss You Much（歌手：XiX） 派台日期：2月24日   | -                    | -                    | -                    | -                    | ×                    |                                  |
| 2023 | Stand Up（歌手：ERROR） 派台日期：2月24日      | -                    | -                    | -                    | ×                    | ×                    |                                  |
| 2023 | 追（歌手：姜濤） 派台日期：3月17日             | -                    | -                    | -                    | ×                    | -                    | 《Billboard》香港歌曲榜：2週榜首 |

- （-）未能上榜
- （×）沒有派往該台的紀錄

### 專輯銷量
此專輯從2023年第14至19週，在香港唱片商會每週銷量榜連續六週進入十大之列，最高排名為第15週的第二位，遜於獲得連續六週冠軍的姊妹作《Remembrance Leslie》。（截至2023年第20週紀錄）

## 專輯評價
曾先後擔任新藝寶唱片、香港環球唱片高層，促成張國榮加盟兩公司的陳少寶，認為此專輯與《Remembrance Leslie》製作嚴謹，他亦肯定翻唱的價值，駁斥坊間一些認為翻唱專輯只是「消費」張國榮的聲音，並點名讚揚其中四名翻唱歌手任暟晴、炎明熹、盧瀚霆、曾比特。
參與封面設計的藝人兼跨媒體創作人葛民輝談及專輯中的翻唱，他認為新晉歌手們「太乖」，可以投放更多個人特色。

## 備註
1. ↑  環球唱片是張國榮離世前所屬的唱片公司，張國榮在1980年代末曾加入的新藝寶唱片亦輾轉被合併至環球唱片。
2. 1 2 3  除ONE PROMISE及陳葦璇，此專輯其他參與歌手的演唱資歷均不超過四年。創作人及樂隊鍵琴手出身的JNYBeatz則在2021年首次有個人歌曲派台。
3. ↑  是次合作，應是被視為具較大競爭關係的TVB《聲夢傳奇》系列歌手與ViuTV《全民造星》系列歌手，首次出現於同一張專輯裡。
4. ↑  按各音樂影片片尾。
5. 1 2  按專輯內頁的製作人員名單（原文為英文）。
6. ↑  見香港環球唱片官方YouTube頻道3月23日晚發布之全碟試聽影片。
7. 1 2  按專輯內頁及YouTube音樂影片所附資訊，時長按KKBOX。其中曲目11陪你倒數的監製一職，音樂影片只列出Eric Kwok，但按專輯內頁則包括JNYBeatz及石山街。
8. 1 2 3  音樂影片片尾特別鳴謝名單為星夢娛樂及愛爆音樂。
9. ↑  音樂影片片尾有MakerVille商標，但無鳴謝字眼。同時亦有環球唱片商標。
10. ↑  音樂影片及專輯內頁均誤將歌詞「段段情路」寫作「斷斷情路」。
11. ↑  音樂影片片尾特別鳴謝名單為MakerVille。
12. 1 2  作為隊友的姜濤與盧瀚霆二人，對於翻唱的見解，及所獲評價的兩極情況，均相似。
13. ↑  其風格與歌詞主題迥異。
14. ↑  是次大熱翻唱的編曲風格與原版大相逕庭。
15. 1 2  雖屬ViuTV旗下藝人，但並未有此歌在該台派台紀錄。（未有在《Chill Club》或《Chill Club 推介》演唱或播放）
16. ↑  出席3月12日的《Chill Club》演唱此歌，ViuTV派台資格確定；TVB則在3月18日的《勁歌金曲》才公佈為挑戰歌（派台資格）。
17. 1 2 3  TVB則在3月18日的《勁歌金曲》才公佈為挑戰歌（派台資格）。
18. ↑  ViuTV則在5月8日的《Chill Club 推介》才首次播出此歌（派台資格）。
19. ↑  按香港電台第二台節目《Made in Hong Kong 李志剛》4月7日[111]、4月14日[112]、4月21日[113]、4月28日[114]、5月5日[115]、5月12日[116]之公布，約於節目第一部分28:00-30:00。
20. ↑  其接受訪問時應該共有六首歌發表了。

## 外部連結
- YouTube上的盧瀚霆偷情官方音樂影片
- YouTube上的曾比特有誰共鳴官方音樂影片
- YouTube上的任暟晴怪你過份美麗官方音樂影片
- YouTube上的炎明熹今生今世官方音樂影片
- YouTube上的XiXMiss You Much官方音樂影片
- YouTube上的姜濤追官方音樂影片
- YouTube上的全碟試聽